# Strimmig vinterkalvill
Strimmig vinterkalvill är en äppelsort vars ursprung är okänt. Äpplets kött är fast och har en syrlig smak. Strimmig vinterkalvill mognar i november och håller sig därefter vid lagring till februari. I Sverige odlas Strimmig vinterkalvill gynnsammast i zon 1-3.